# ディルク・マルセリス
ディルク・マルセリス（Dirk Marcellis, 1988年4月13日 - ）は、オランダ・リンブルフ州出身の元サッカー選手。元オランダ代表。現役時代のポジションはDF（CB）。
本職はCBだが、必要に応じて最終ラインのどのポジションもこなす。CBしては小柄だが、サポーターやメディアによって元オランダ代表のヤープ・スタムと比較された。

## クラブ

### PSV
PSVの下部組織で経験を積み、2007年4月11日、UEFAチャンピオンズリーグ準々決勝のリヴァプールFC）戦でトップチームデビューを果たしたが、64分にボウデヴィン・ゼンデンに対して危険なタックルを見舞い、一発退場となった。その後はレギュラーの座をつかみ、メキシコ人のカルロス・サルシードとコンビを組んだ。ブラジル人のアレックスからポジションを奪うと、アレックスは何回かレンタル移籍を繰り返した後にチェルシーFCへ移籍した。オランダのサッカー解説者は、2008年3月12日に行われたUEFAカップ決勝トーナメント2回戦のトッテナム・ホットスパーFC戦で見せたPKを称え、"Ice Rabbit"と呼んだ。2009年7月30日、UEFAヨーロッパリーグ予選3回戦のPFCチェルノ・モレ・ヴァルナ戦(1-0)ではロスタイムに決勝点を挙げた。

### AZ
2010年5月21日、AZのイェレマイン・レンスのPSV移籍に合わせて、マルセリスがAZに移籍した。

### NAC
2014年12月31日、NACブレダとシーズン終了までの契約を結んだ。2018年、膝の怪我により現役を引退した。

## 代表

### 世代別オランダ代表
UEFAカップのトッテナム戦ではディミタール・ベルバトフを抑え、ACFフィオレンティーナ（イタリア）戦ではアドリアン・ムトゥを抑える活躍を見せた。これらの活躍でU-21オランダ代表のフォーペ・デ・ハーン監督の目にとまり、デ・ハーン監督は「なんと! 我々は再び真のディフェンダーを見つけたのだ」と述べた。U-21オランダ代表デビューを果たし、センターバックだけではなく右サイドバックとしてもプレーした。

#### 北京オリンピック
2008年には北京オリンピックに出場するオランダ代表メンバーに選出された。センターバックのレギュラーとしてグループリーグ全試合に出場し、オランダは3位アメリカと勝ち点1差のグループ2位でかろうじて決勝トーナメント進出を決めた。準々決勝のアルゼンチン戦は90分を終えて1-1の同点だったが、延長戦の末に敗れてベスト8に終わった。

### オランダ代表
2008年10月、オランダA代表のベルト・ファン・マルワイク監督は、2010 FIFAワールドカップ・ヨーロッパ予選のノルウェー戦とアイスランド戦に向けてマルセリスを初招集した。10月11日のアイスランド戦でデビューした。

## タイトル
- PSV

エールディヴィジ (1): 2007–08
ヨハン・クライフ・スハール (1): 2008
- AZ

KNVBカップ (1): 2012–13